# Azat
Azat (armenski: Ազատ, što znači "Slobodna") je rijeka u pokrajini Kotajk, Armenija. Njezin izvor se nalazi na zapadnom obronku planine Geghama, a teče prema jugozapadu kroz mjesta Garni, Lanjazat i Arevšat, a ulijeva se u rijeku Aras (s njezine lijeve strane) kod grada Artašata. Duga je 55 km, najveći protok vode od 35.9 m³/sec, a njezin sliv ima površinu od 572 km².

## Zaštita
Dolina gornjeg toka rijeke Azat je, zajedno sa samostanom Geghard, upisana na UNESCO-ov popis mjesta svjetske baštine u Aziji i Oceaniji 2000. godine. Samostan je izgrađen na mjestu odmah ispod izvora Azata koji izvire u špilji na visokim liticama, a koja je bila sveta još u papovijesti. Uništen je u 9. stoljeću, ali ga je oko 1200. godine obnovila vladarska obitelj Prošian, koja je zaslužna i za raskošan sustav navodnjavanja koji vodi s ovog mjesta.

## Galerija
- Umjetno jezero Azat
- Azat river kod mjesta Garni
- Azat ispod starog mosta
- Azat kod samostana Geghard
- Azat i mostom iz 9. stoljeća, klanac Garni

## Vanjske poveznice
|  | Zajednički poslužitelj ima još gradiva o temi Azat |